# Spaniens Grand Prix 1978
Spaniens Grand Prix 1978 var det sjunde av 16 lopp ingående i formel 1-VM 1978. 

## Resultat
1. Mario Andretti, Lotus-Ford, 9 poäng
2. Ronnie Peterson, Lotus-Ford, 6
3. Jacques Laffite, Ligier-Matra, 4
4. Jody Scheckter, Wolf-Ford, 3
5. John Watson, Brabham-Alfa Romeo, 2
6. James Hunt, McLaren-Ford, 1
7. Vittorio Brambilla, Surtees-Ford
8. Alan Jones, Williams-Ford
9. Jochen Mass, ATS-Ford
10. Gilles Villeneuve, Ferrari
11. Rupert Keegan, Surtees-Ford
12. Didier Pironi, Tyrrell-Ford
13. Jean-Pierre Jabouille, Renault
14. Rolf Stommelen, Arrows-Ford
15. Clay Regazzoni, Shadow-Ford (varv 67, bränslerör)

### Förare som bröt loppet
- Jacky Ickx, Ensign-Ford (varv 64, motor)
- Emerson Fittipaldi, Fittipaldi-Ford (62, gasspjäll)
- Carlos Reutemann, Ferrari (57 , olycka)
- Niki Lauda, Brabham-Alfa Romeo (56, motor)
- Patrick Depailler, Tyrrell-Ford (51, motor)
- Hans-Joachim Stuck, Shadow-Ford (45, upphängning)
- Riccardo Patrese, Arrows-Ford (21, motor)
- Hector Rebaque, Rebaque (Lotus-Ford) (21, avgassystem)
- Patrick Tambay, McLaren-Ford (16, snurrade av)

### Förare som ej kvalificerade sig
- Arturo Merzario, Merzario-Ford
- Brett Lunger, BS Fabrications (McLaren-Ford)
- Emilio de Villota, Emilio de Villota (McLaren-Ford)
- Alberto Colombo, ATS-Ford

### Förare som ej förkvalificerade sig
- Keke Rosberg, Theodore-Ford

## VM-ställning
| Förarmästerskapet 1. Mario Andretti, Lotus-Ford, 36 2. Ronnie Peterson, Lotus-Ford, 26 3. Patrick Depailler, Tyrrell-Ford, 23 | Konstruktörsmästerskapet 1. Lotus-Ford, 45 2. Tyrrell-Ford, 25 3. Brabham-Alfa Romeo, 22 Ferrari, 22 |